# Valeri Tichkov
Valeri Tichkov (en russe : Вале́рий Алекса́ндрович Тишко́в), né le 6 novembre 1941, à Nijnie Sergui (Oblast de Sverdlovsk), est un ethnologue, historien, anthropologue et sociologue russe.
Docteur en histoire (1979), il est ministre des nationalités de la fédération de Russie en 1992.

## Biographie
Valeri Tichkov est né dans une famille d'enseignants de la ville de Nijnie Sergui, dans l'oblast de Sverdlovsk. Il termine le collège avec une médaille d'or et entre à la faculté d'histoire de l'université d'État de Moscou, où il obtient son diplôme en 1964 et est sélectionné pour poursuivre ses études à la faculté de pédagogie de l'Université d'État de Magadan, en Extrême-Orient. En 1965, il devient le plus jeune doyen de la faculté d'Histoire et de Philologie. Après une interruption liée à la défense de sa thèse il retourne à Magadan puis revient à Moscou en 1972. Il y devient collaborateur scientifique à l'Académie des sciences de Russie, faculté d'Histoire de la Russie. En 1982, l'académicien Yulian Bromley lui propose une fonction à l'Institut d'anthropologie et d'ethnographie Mikloukho-Maklaï de l'Académie des sciences de Russie, où Tichkov obteint le titre de directeur en 1989. Il y participe à la création du groupe Surveillance et prévention des conflits ethniques.
Pour sa candidature en Histoire en 1969 le thème de sa dissertation est Contexte historique de la révolution canadienne de 1837. Pour son doctorat (1979), le titre de sa thèse est Mouvement de libération coloniale au Canada.

### Activités
Professeur à l'institut pédagogique de l'État de Magadan (1964-1966) puis jusqu'en 1969 aspirant à la faculté de pédagogie de l'université de l'État de Moscou V. Lénine, il devient en 1969 chargé de cours puis doyen de la faculté d'Histoire de l'Institut de pédagogie de l'université d'État de Magadan.
De 1972 à 1976, il est chercheur à l'Institut d'Histoire de l'Académie des sciences de l'URSS. Secrétaire scientifique du département d'Histoire de l'Académie des sciences de l'URSS (1976-1982), il dirige de 1982 à 1992 l'Institut américain d'ethnographie et est aussi directeur adjoint de l'Institut d'ethnographie (1988-1989).
En 1989, il devient directeur de l'Institut d'ethnologie et d'anthropologie N. N. Mikloukho-Maklaïa. Au sein de l'Académie des sciences de Russie, il est directeur du centre d'anthropologie sociale de l'université d'État des sciences humaines de Russie 2000), académicien, membre effectif de l'Académie des sciences de Russie, doyen du centre d'enseignement et de recherche anthropologique et sociale de l' Université d'État des sciences humaines de Russie (2003). Il est remplacé à la tête de l'Institut d'ethnologie et d'anthropologie par Marina Martynova en 2015.
Vice-président du Centre international des sciences anthropologiques et ethnologiques (2008), ministre des Affaires de nationalités de la fédération de Russie, il est membre du Præsidium de l'Académie des sciences de Russie depuis 2013.

### Interdiction d'accès en Estonie
Le 12 octobre 2014, Valéri Tichkov, arrivé en Estonie à Tallin, à l'invitation du club international de médias «Импрессум», n'est pas autorisé à entrer dans le pays. Il lui est signifié qu'en application de la décision des autorités estoniennes du 9 octobre l'accès au pays lui est interdite pour une durée de cinq ans. Le ministère des Affaires étrangères de la Russie a traité de provocation cette interdiction d'accès en Estonie de M Tichkov,. Le Ministère des affaires intérieures d'Estonie a pour sa part répondu que les raisons du refus provenaient de l'application d'une loi sur « l'information publique » qui pouvait être fournie à M. Tichkov ou à son représentant.

## Ouvrages
- Tichkov V. А. (préf. Отв. ред. д-р ист. наук Н. А. Ерофеев. Академия наук СССР.), Страна кленового листа : начало истории (Канада)/Région de la feuille d'érable : début de l'histoire au Canada, М., Наука (издательство), coll. « Страны и народы / Peuples et régions »,‎ 1977, 177 p. (обл.)
- (ru) Тишков В. А. (гл. ред.), Peuples de Russie. Энциклопедия, М, Большая Российская энциклопедия / Grande Encyclopédie Russe,‎ 1994, 485 p. (ISBN 5-85270-082-7)
- (ru)Тишков В. А. Реквием по этносу: исследования по социально-культурной антропологии.(Recherches d'anthropologie sociale et culturelle.)
- (ru)Тишков В. А. Этнология и политика. Научная публицистика.(Ethnologie et politique. Publication scientifique)
- (en) Valery Tishkov. Ethnicity, Nationalism and Conflict in and After the Soviet Union: The Mind Aflame. London: Sage Publications, 1997.
- (en) Valery Tishkov. Chechnya: Life in a War-Torn Society. Berkeley-LA-London: University of California Press, 2004.